# Trizob (krivulja)
Trizob (tudi kubična Descartesova parabola in Newtonov trizob) skupina ravninskih krivulj  oziroma družina krivulj, ki jih  v kartezičnem koordinatnem sistemu opišemo z enačbo
{\displaystyle xy+ax^{3}+bx^{2}+cx=d\,}.
Vse krivulje te družine so krivulje 3. stopnje z običajno dvojno točko v realni projektivni ravnini. Krivuljo imenujejo tudi Descartesova parabola, čeprav ni parabola.
Krivuljo sta raziskovala francoski filozof, matematik, fizik, učenjak in častnik René Descartes (1596 - 1650) in angleški fizik, matematik, astronom, filozof, ezoterik in alkimist Isaac Newton (1643 - 1727). Isaac Newton (dal je krivulji tudi ime)  je krivuljo uvrstil tudi med svojih 72  krivulj 3. stopnje (kubične krivulje), kjer je bila na 66. mestu  .   
Njegov cilj je bila razvrstitev vseh kubičnih krivulj. To pomeni, da je hotel klasificirati kubične ravninske krivulje z obliko 
{\displaystyle ax^{3}+bx^{2}y+cxy^{2}+dy^{3}+ex^{2}+fxy+gy^{2}+hx+iy+j=0\,}.
Pri tem je našel 72 tipov krivulj, ki jih je ravrstil v 4 razrede:
1. krivulje z enačbo {\displaystyle xy^{2}+ey=ax^{3}+bx^{2}+cx+d}
2. krivulje z enačbo {\displaystyle xy=ax^{3}+bx^{2}+cx+d}
3. krivulje z enačbo {\displaystyle y^{2}=ax^{3}+bx^{2}+cx+d}
4. krivulje z enačbo {\displaystyle y=ax^{3}+bx^{2}+cx+d}

Pri tem bi krivulja trizob padla v skupino 2.

## Lastnosti
Trizob je kubična ravninska krivulja z običajno dvojno točko v realni projektivni ravnini v točki s koordinatami {\displaystyle x=0\,}, {\displaystyle y=1\,}, {\displaystyle z=0\,}. Če nadomestimo v enačbi za trizob {\displaystyle x=x/z\,} in {\displaystyle y=1/z\,}, dobimo
{\displaystyle ax^{3}+bx^{2}z+cxz^{2}+xz=dz^{3}\,}.
Ta enačba pa ima običajno dvojno točko v izhodišču. Krivulja trizob je racionalna algebrska krivulja z geometrijskim rodom enakim 0.